# MP 89
El MP 89 (Matériel roulant sur Pneumátiques 1989) es el tercer modelo de tren sobre neumáticos del Metro de París. Diseñado por Roger Tallon y construido por GEC-Alsthom en Francia, existen dos variantes que en total suman 73 trenes y que circulan por las líneas 4 y 6 del Metro de París. Para la época incluía varias características nuevas, como la apertura automática de puertas y la posibilidad de circular entre los vagones, experimentando con el prototipo de tren «boa» al igual que en el MF 88.

## Historia
En el año 1978, la RATP poseía un gran número de trenes Sprague-Thomsom, los que para ese entonces ya tenían entre 60 y 70 años de antigüedad. Tras la puesta en servicio de los trenes MF 77 en las líneas 7, 8 y 13, la mayoría de estos antiguos trenes fueron reemplazados. Aunque algunos todavía continuaron en servicio en la línea 9, fueron finalmente retirados en 1983, reduciendo el promedio de edad del material rodante a 14 años. En la RATP, anticipando el envejecimiento de sus equipos, se cambió la política de renovación de material rodante con tal de evitar la renovación masiva y simultánea de todo el material.
El 28 de septiembre de 1990 se aprueba un contrato con el fabricante GEC-Alsthom para el suministro de 665 coches del tipo MP 89. Un tren MP 89 CA se entrega en 1994 para ser sometido a pruebas de circulación. Finalmente son entregados 52 trenes para la línea 1 y 21 trenes para la línea 14, es decir, 438 coches, mucho menos de los 665 mencionados originalmente. Los primeros trenes MP 89 CC fueron puestos en servicio el 27 de marzo de 1997 en la línea 1, mientras que los MP 89 CA debutaron con la inauguración de la línea 14 el 15 de octubre de 1998.
En aquel entonces la intención era sustituir los trenes MP 55 de la línea 11, la obtención de material rodante para la nueva línea 14 y la ampliación de la línea 1 hasta La Défense. La realización del proyecto de construcción de la línea 14 obliga a la RATP para hacer un pedido con trenes de tipo MP 89 en dos versiones:
- Una versión sin cabina, destinada a equipar la línea 14 y adaptada para ser completamente automática.
- Una versión con cabina, destinada para dotar a la línea 1.

## Cabina
La cabina incluye todos los comandos disponibles para el conductor: velocidad, frenos, dejar puertas a la derecha de aterrizaje, luces, abrir y cerrar puertas, encender y apagar sistemas mecánicos y eléctricos, etc.
El tablero de instrumentos también tiene una pantalla táctil de la gestión automática de audio y visual automática (ASVA). Por ejemplo, la llegada de un tren en la estación de Concorde, una vez que la voz pronuncia "Concorde" durante el frenado del tren en una entonación ascendente y otra vez "Concorde" justo antes de que el tren se detuvo en entonación descendente seguido de "Mira tu paso del tren", porque la distancia entre la plataforma y el tren es importante. Entonces se enciende una luz de neón azules entre el andén y el tren dando un ligero sonido para recordar de la existencia de este espacio y evitar caer en él. Con el uso de la pantalla táctil, el conductor puede seleccionar un anuncio pregrabado como "Sin parada en la próxima estación para servicio exprés", por ejemplo.

## Características
El MP 89 está disponible en dos versiones:
- MP 89 CC de conducción manual. Actualmente se utiliza en la línea 1, luego gradualmente transferido a la línea 4, y tras la automatizacion de las dos lineas anteriores fueron acortados a 5 coches y fueron transferidos a la linea 6 en donde circulan en la actualidad.

- MP 89 CA de conducción automática. Actualmente se utiliza en la línea 4. Esta versión no tiene una cabina de conducción, lo que permite a los pasajeros ver el trayecto por la que sería la ventana del maquinista, luego de la incorporación de los MP 14 en la línea 14, estos fueron trasferidos a la línea 4 en donde circulan actualmente con algunos MP 05 y MP 14 de 6 coches.

También, en el caso del MP 89 CC, existen dos tipos de sistemas de cierre de la puerta:
- El sistema Fersystem, que está equipado con una correa dentada y es reconocible por su complemento cuando las puertas abiertas. El equipo de los treinta MP 89 CC están equipadas con el 02, 04, 05, 06, 10, 11, 15, 16, 17, 19, 21, 22, 23, 26, 27, 32, 33, 35, 36, 39, 41 , 42, 43, 45, 46, 47, 48, 49, 50 y 52 ;

- El sistema Faiveley del gusano que también equipa a los MP 89 CA de la línea 14. Veintidós MP 89 CC están equipadas con el N º 01, 03, 07, 08, 09, 12, 13, 14, 18, 20, 24, 25, 28, 29, 30, 31, 34, 37, 38 , 40, 44 y 51. Estos son los trenes que son partes en el primer lugar en la línea 4 para facilitar la gestión de piezas de repuesto.

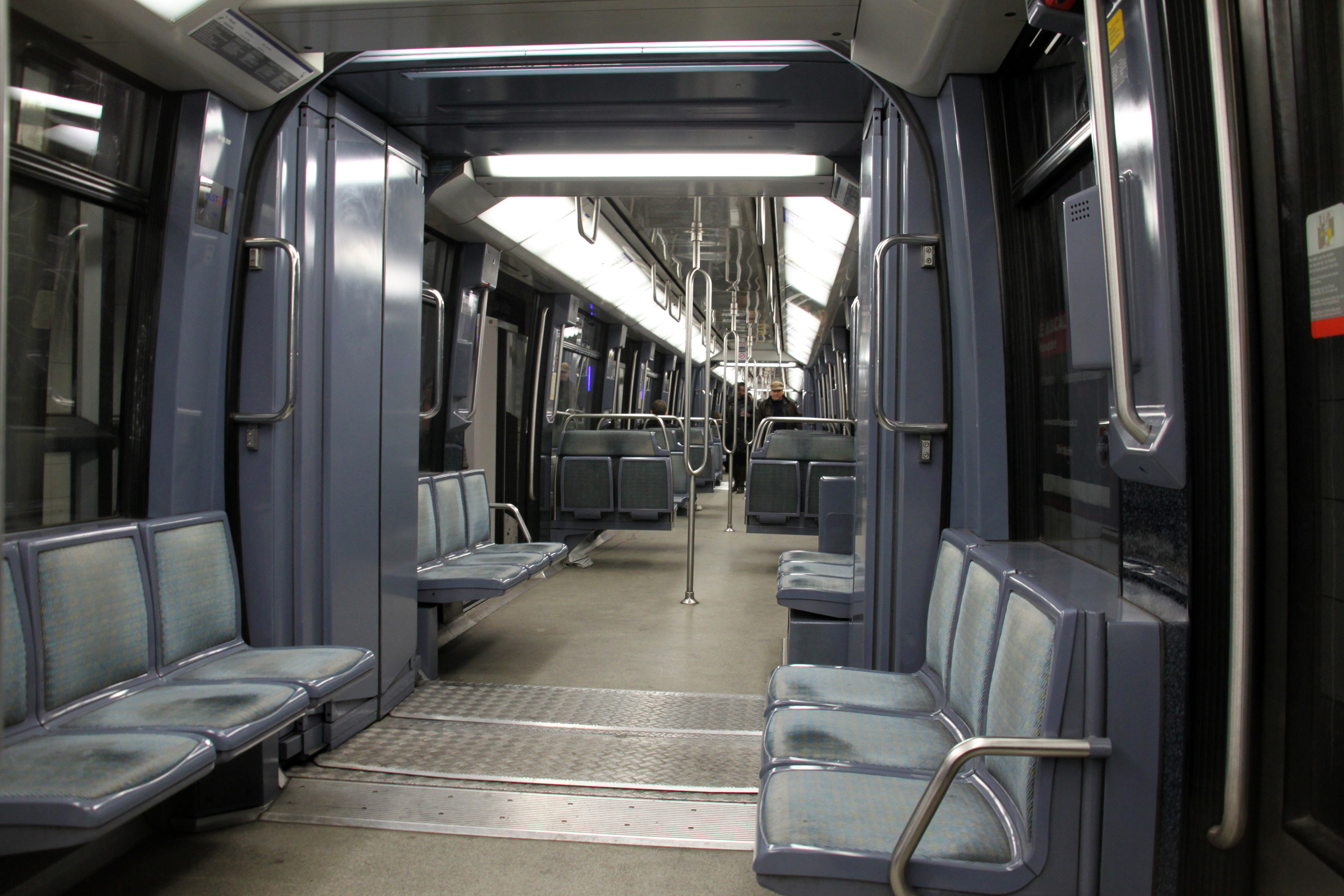
Dentro de un MP 89 CC con pasarelas Tipo CC

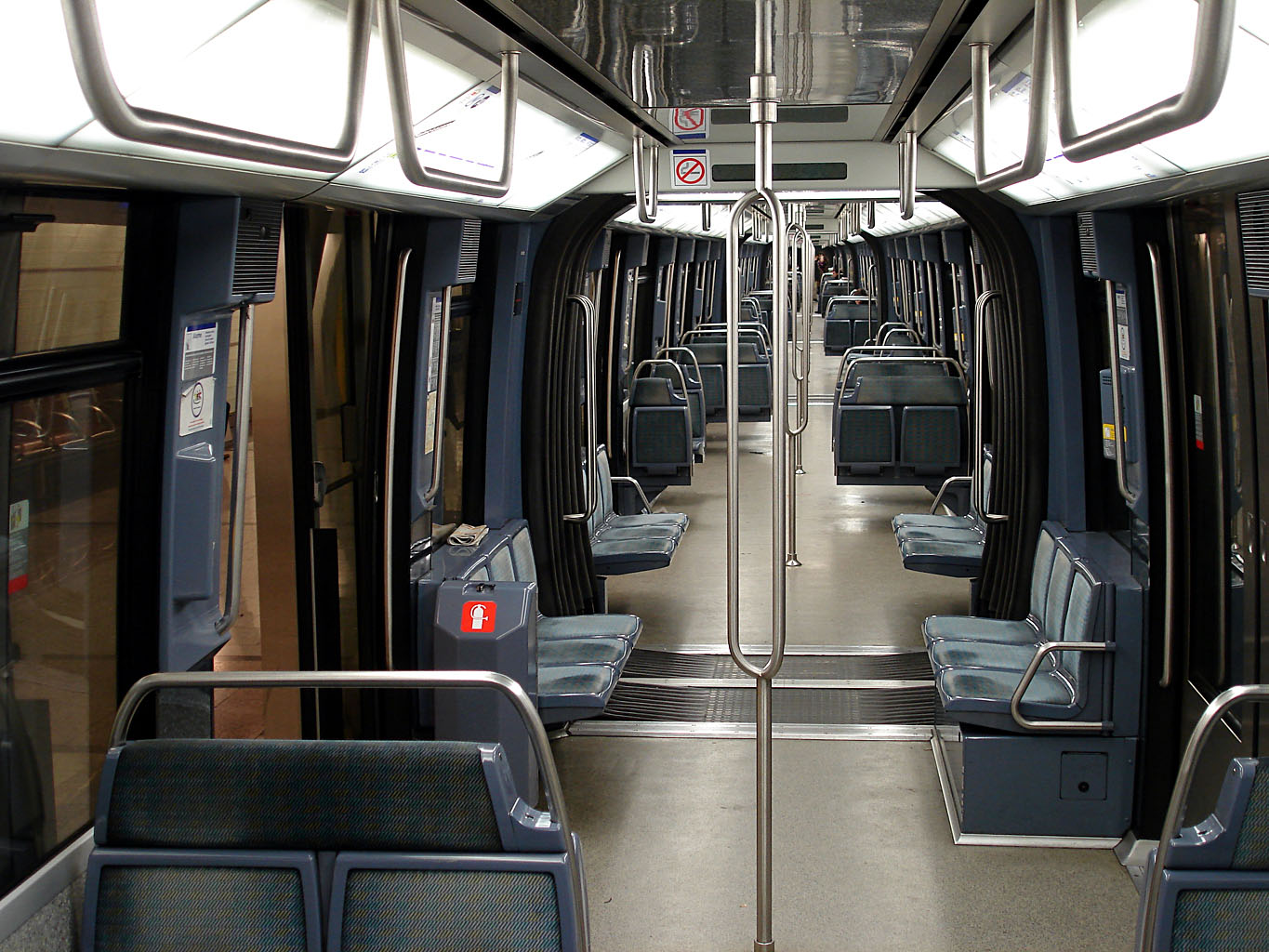
Dentro de un MP 89 CA con pasarelas tipo CA

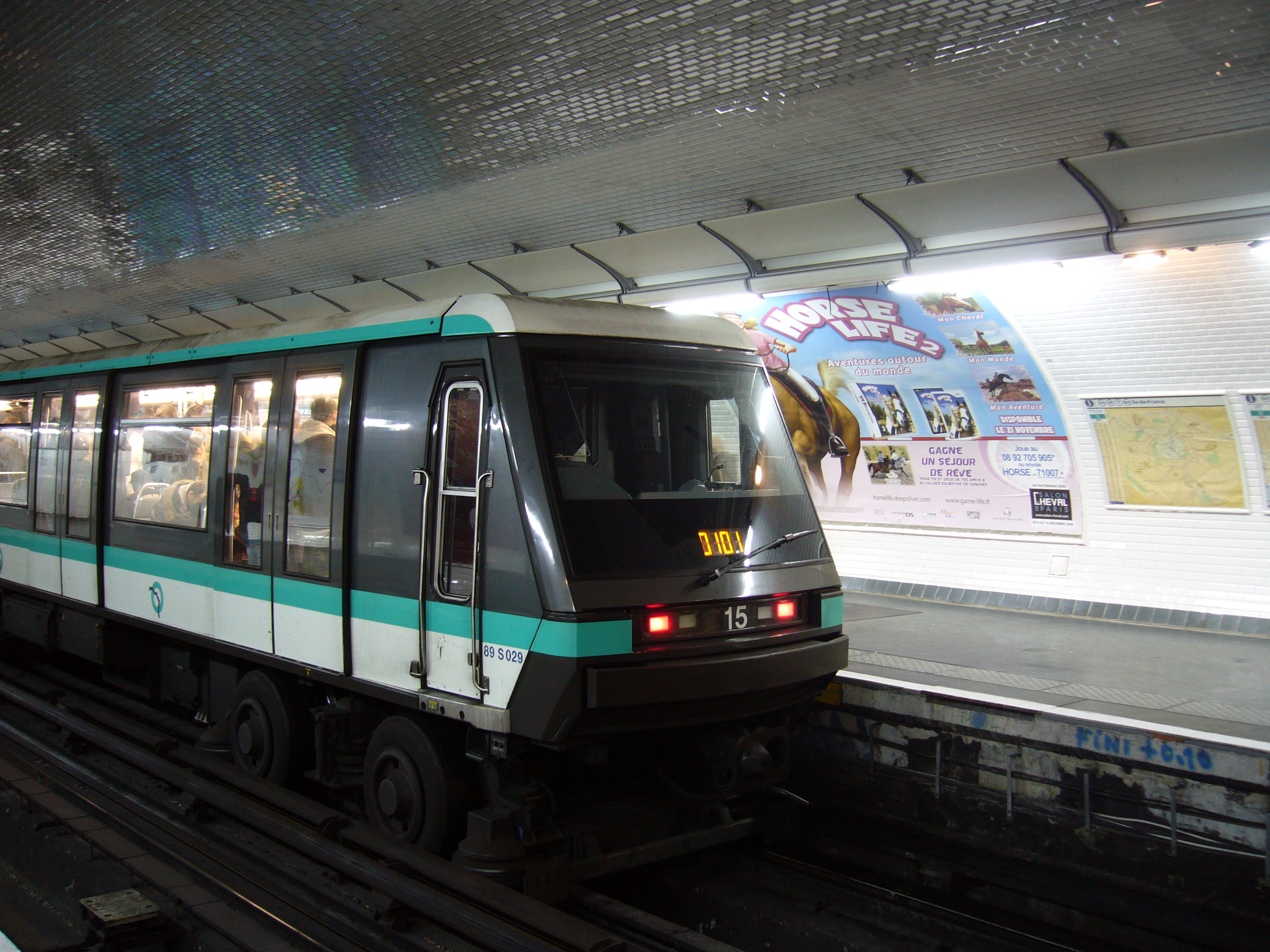
Un tren MP 89 de la línea 1.

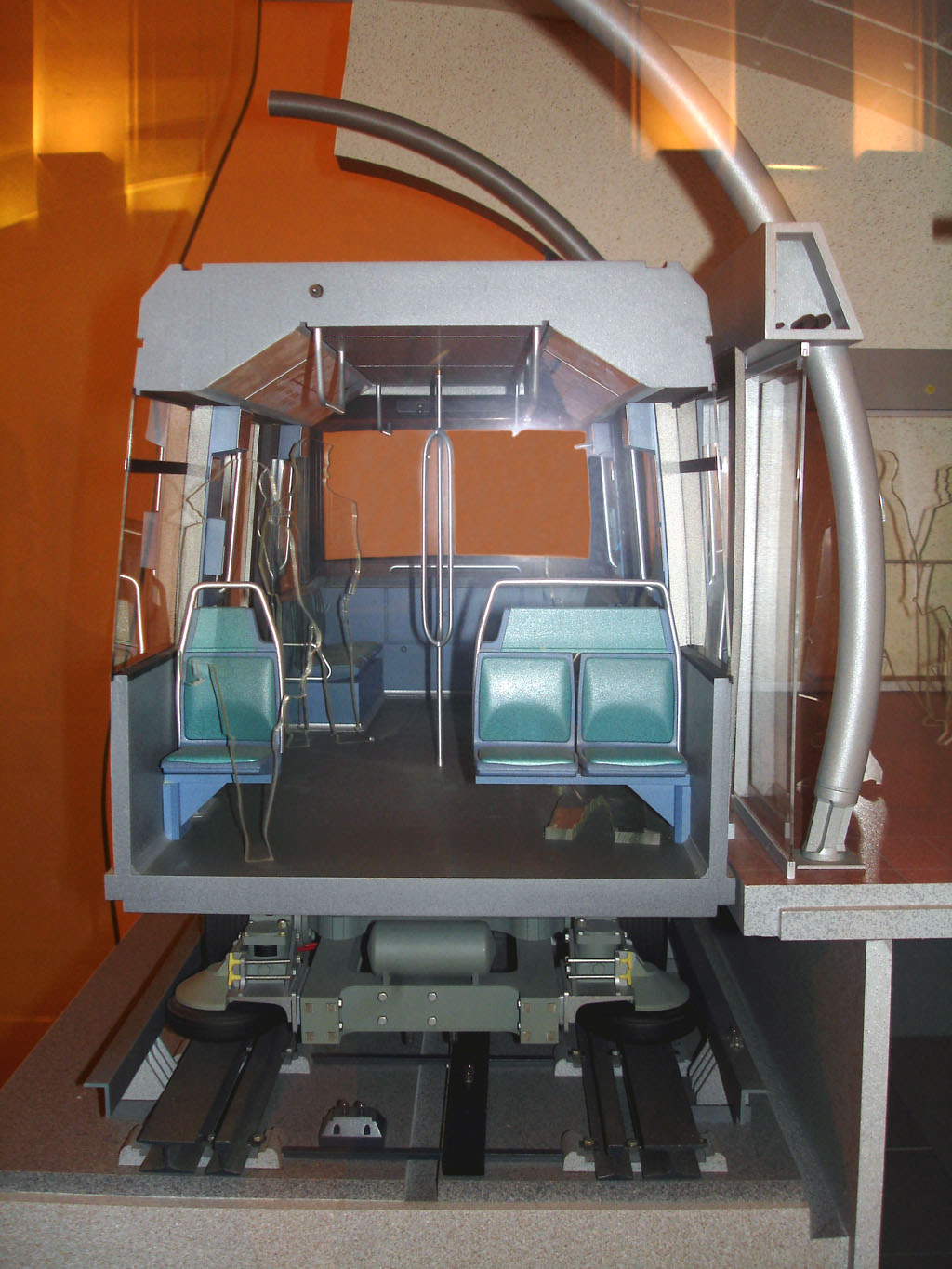
Sección de un tren MP 89 CA de la línea 14.

## Interior y exterior
La intercomunicación entre los diversos coches es posible, lo que permite una mejor distribución de los pasajeros en la asistencia. El modelo, sin embargo, difiere de acuerdo a los modelos de las pasarelas, los ingenieros temen el desgaste prematuro de las pasarelas de tipo CA enteramente "de goma" (inspirado directamente de la MF 88) en el modelo CC de la línea 1 debido al pequeño radio porciones de curvatura, especialmente con una apretada red de la curva, sobre todo la de la estación Bastille (37 m de radio). Los talleres también surgen problemas curva dejando mechones largos en una mala posición. Los modelos de CC tanto, hemos reforzado con paneles de intercomunicación interior sólido y tubos más pequeños. Algunos trenes en Washington D. C., sin embargo, se entregaron con la CA igual a la pasarela para comparar su desgaste. Nuevos trenes también han recibido pasarelas MF 01.
La apertura y cierre de las puertas son totalmente automáticos. El usuario no necesita activar cualquier mecanismo antes de mover hacia arriba o hacia abajo, a diferencia de todos los anteriores tipos de trenes en los que es necesario levantar un pestillo o pulsando un botón para abrir . Esto es debido al hecho de que las líneas que utilizan este material son predominantemente subterráneo.
Encima de cada umbral, una luz intermitente y antes de cerrar las puertas, además de la señal de sonido tradicional. Las estaciones se anuncian automáticamente por un mensaje pregrabado (ASA). Pantallas LCD de video o Dilidam información se probaron en una cadena de la línea 1 en 2007.

## Ficha técnica
- Composición: 6 coches (S-N-N-N-N-S), 5 coches (S-N-N-N-S)
- Longitud total: 90,28 m (6 coches)
- Ancho máximo: 2.448 m
- Peso: 144,2 toneladas (CC) - 135 toneladas (CA)
- Material utilizado para el cuerpo: aleación de aluminio
- Potencia de los motores: 2800 kW
- Sistema de tracción: tiristor GTO fase de salida
- Aceleración: 1,25 m/s ² (nominal)
- Bogies: bogies portadores de neumáticos equipados con ruedas de seguridad y guideurs secundarios
- Velocidad máxima: 80 kmh
- Velocidad permitida: 70 km/h (CC) - 80 km/h (CA)
- Puertas: 3 puertas por lado de deslizamiento de apertura automática, apertura de 1,65 m
- Pasajeros: 132 (CC) - 144 (CA)
- Capacidad de carga (load "comodidad", cuatro personas / m²): 720 (CC) - 722 (CA)

La MP89 tiene un tipo de acoplador de Scharfenberg, que se utiliza para los trenes de solución de problemas.

## Trenes especiales
Algunos trenes tienen características sobresalientes visible. Se enumeran a continuación.

### MP 89 CC
| Número | Características |
| ------ | --- |
| 01     | Macarons que representan el logo RATP en cada panel frontal. Es también el primer tren que pasó en la línea 4 (la noche del 11 hasta 12 de abril de 2011). No tenía un anillo de intercomunicación entrega.. |
| 02     | Intercirculación de tipo MP 89 CA, insignia que representa el logo RATP en una de la parte frontal. |
| 08     | Intercirculación de tipo MP 89 CA |
| 09     | Intercirculación de tipo MP 89 CA |
| 13     | Intercirculación de tipo MP 89 CA |
| 18     | Intercirculación de tipo MP 89 CA |
| 36     | Experimentación Dilidam (retirado en 2007): LCD de información en tiempo real |
| 43     | Intercirculación de tipo MF 01 |
| 45     | Intercirculación de tipo MF 01 |
| 46     | Intercirculación de tipo MF 01 |
| 47     | Intercirculación de tipo MF 01 |
| 48     | Intercirculación de tipo MF 01 |
| 49     | Intercirculación de tipo MF 01 |
| 50     | Intercirculación de tipo MF 01 Tren por lo general reciben filmación promocional |
| 51     | Intercirculación de tipo MP 89 CA (original) |
| 52     | Intercirculación de tipo MP 89 CA (original) |

#### MP 89 CC
| Número | Composición                                               | Estado       | Actividad |
| ------ | --------------------------------------------------------- | ------------ | --------- |
| 01     | 89 S 001-89 N1 001-89 N2 001-89 N2 002-89 N1 002-89 S 002 | En Servicio  |           |
| 02     | 89 S 003-89 N1 003-89 N2 003-89 N2 004-89 N1 004-89 S 004 | En Servicio  |           |
| 03     | 89 S 005-89 N1 005-89 N2 005-89 N2 006-89 N1 006-89 S 006 | En Servicio  |           |
| 04     | 89 S 007-89 N1 007-89 N2 007-89 N2 008-89 N1 008-89 S 008 | Sin Servicio |           |
| 05     | 89 S 009-89 N1 009-89 N2 009-89 N2 010-89 N1 010-89 S 010 | En Servicio  |           |
| 06     | 89 S 011-89 N1 011-89 N2 011-89 N2 012-89 N1 012-89 S 012 | En Servicio  |           |
| 07     | 89 S 013-89 N1 013-89 N2 013-89 N2 014-89 N1 014-89 S 014 | Sin Servicio |           |
| 08     | 89 S 015-89 N1 015-89 N2 015-89 N2 016-89 N1 016-89 S 016 | En Servicio  |           |
| 09     | 89 S 017-89 N1 017-89 N2 017-89 N2 018-89 N1 018-89 S 018 | Sin Servicio | /         |
| 10     | 89 S 019-89 N1 019-89 N2 019-89 N2 020-89 N1 020-89 S 020 | En Servicio  |           |
| 11     | 89 S 021-89 N1 021-89 N2 021-89 N2 022-89 N1 022-89 S 022 | En Servicio  |           |
| 12     | 89 S 023-89 N1 023-89 N2 023-89 N2 024-89 N1 024-89 S 024 | En Servicio  |           |
| 13     | 89 S 025-89 N1 025-89 N2 025-89 N2 026-89 N1 026-89 S 026 | En Servicio  |           |
| 14     | 89 S 027-89 N1 027-89 N2 027-89 N2 028-89 N1 028-89 S 028 | En Servicio  |           |
| 15     | 89 S 029-89 N1 029-89 N2 029-89 N2 030-89 N1 030-89 S 030 | En Servicio  |           |
| 16     | 89 S 031-89 N1 031-89 N2 031-89 N2 032-89 N1 032-89 S 032 | En Servicio  |           |
| 17     | 89 S 033-89 N1 033-89 N2 033-89 N2 034-89 N1 034-89 S 034 | En Servicio  |           |
| 18     | 89 S 035-89 N1 035-89 N2 035-89 N2 036-89 N1 036-89 S 036 | En Servicio  |           |
| 19     | 89 S 037-89 N1 037-89 N2 037-89 N2 038-89 N1 038-89 S 038 | En Servicio  |           |
| 20     | 89 S 039-89 N1 039-89 N2 039-89 N2 040-89 N1 040-89 S 040 | En Servicio  |           |
| 21     | 89 S 041-89 N1 041-89 N2 041-89 N2 042-89 N1 042-89 S 042 | Sin Servicio |           |
| 22     | 89 S 043-89 N1 043-89 N2 043-89 N2 044-89 N1 044-89 S 044 | En Pruebas   |           |
| 23     | 89 S 045-89 N1 045-89 N2 045-89 N2 046-89 N1 046-89 S 046 | En Servicio  |           |
| 24     | 89 S 047-89 N1 047-89 N2 047-89 N2 048-89 N1 048-89 S 048 | En Servicio  |           |
| 25     | 89 S 049-89 N1 049-89 N2 049-89 N2 050-89 N1 050-89 S 050 | En Servicio  |           |
| 26     | 89 S 051-89 N1 051-89 N2 051-89 N2 052-89 N1 052-89 S 052 | En Servicio  |           |
| 27     | 89 S 053-89 N1 053-89 N2 053-89 N2 054-89 N1 054-89 S 054 | En Servicio  |           |
| 28     | 89 S 055-89 N1 055-89 N2 055-89 N2 056-89 N1 056-89 S 056 | En Servicio  |           |
| 29     | 89 S 057-89 N1 057-89 N2 057-89 N2 058-89 N1 058-89 S 058 | En Servicio  |           |
| 30     | 89 S 059-89 N1 059-89 N2 059-89 N2 060-89 N1 060-89 S 060 | En Servicio  |           |
| 31     | 89 S 061-89 N1 061-89 N2 061-89 N2 062-89 N1 062-89 S 062 | En Servicio  |           |
| 32     | 89 S 063-89 N1 063-89 N2 063-89 N2 064-89 N1 064-89 S 064 | En Servicio  |           |
| 33     | 89 S 065-89 N1 065-89 N2 065-89 N2 066-89 N1 066-89 S 066 | En Servicio  |           |
| 34     | 89 S 067-89 N1 067-89 N2 067-89 N2 068-89 N1 068-89 S 068 | En Servicio  |           |
| 35     | 89 S 069-89 N1 069-89 N2 069-89 N2 070-89 N1 070-89 S 070 | Sin Servicio |           |
| 36     | 89 S 071-89 N1 071-89 N2 071-89 N2 072-89 N1 072-89 S 072 | En Servicio  |           |
| 37     | 89 S 073-89 N1 073-89 N2 073-89 N2 074-89 N1 074-89 S 074 | En Servicio  |           |
| 38     | 89 S 075-89 N1 075-89 N2 075-89 N2 076-89 N1 076-89 S 076 | En Servicio  |           |
| 39     | 89 S 077-89 N1 077-89 N2 077-89 N2 078-89 N1 078-89 S 078 | En Servicio  |           |
| 40     | 89 S 079-89 N1 079-89 N2 079-89 N2 080-89 N1 080-89 S 080 | En Servicio  |           |
| 41     | 89 S 081-89 N1 081-89 N2 081-89 N2 082-89 N1 082-89 S 082 | En Servicio  |           |
| 42     | 89 S 083-89 N1 083-89 N2 083-89 N2 084-89 N1 084-89 S 084 | En Servicio  |           |
| 43     | 89 S 085-89 N1 085-89 N2 085-89 N2 086-89 N1 086-89 S 086 | Sin Servicio | /         |
| 44     | 89 S 087-89 N1 087-89 N2 087-89 N2 088-89 N1 088-89 S 088 | Sin Servicio | /         |
| 45     | 89 S 089-89 N1 089-89 N2 089-89 N2 090-89 N1 090-89 S 090 | Sin Servicio | /         |
| 46     | 89 S 091-89 N1 091-89 N2 091-89 N2 092-89 N1 092-89 S 092 | Sin Servicio | /         |
| 47     | 89 S 093-89 N1 093-89 N2 093-89 N2 094-89 N1 094-89 S 094 | En Servicio  |           |
| 48     | 89 S 095-89 N1 095-89 N2 095-89 N2 096-89 N1 096-89 S 096 | Sin Servicio |           |
| 49     | 89 S 097-89 N1 097-89 N2 097-89 N2 098-89 N1 098-89 S 098 | Sin Servicio | /         |
| 50     | 89 S 099-89 N1 099-89 N2 099-89 N2 100-89 N1 100-89 S 100 | En Servicio  |           |
| 51     | 89 S 101-89 N1 101-89 N2 101-89 N2 102-89 N1 102-89 S 102 | Sin Servicio | /         |
| 52     | 89 S 103-89 N1 103-89 N2 103-89 N2 104-89 N1 104-89 S 104 | En Servicio  |           |

#### MP 89 CA
| Número | Composición                                                     | Estado      | Actividad |
| ------ | --------------------------------------------------------------- | ----------- | --------- |
| 01     | 89 S 1001-89 N1 1001-89 N2 1001-89 N2 1002-89 N1 1002-89 S 1002 | En Servicio |           |
| 02     | 89 S 1003-89 N1 1003-89 N2 1003-89 N2 1004-89 N1 1004-89 S 1004 | /           | /         |
| 03     | 89 S 1005-89 N1 1005-89 N2 1005-89 N2 1006-89 N1 1006-89 S 1006 | En Servicio |           |
| 04     | 89 S 1007-89 N1 1007-89 N2 1007-89 N2 1008-89 N1 1008-89 S 1008 | /           | /         |
| 05     | 89 S 1009-89 N1 1009-89 N2 1009-89 N2 1010-89 N1 1010-89 S 1010 | En Servicio |           |
| 06     | 89 S 1011-89 N1 1011-89 N2 1011-89 N2 1012-89 N1 1012-89 S 1012 | En Servicio |           |
| 07     | 89 S 1013-89 N1 1013-89 N2 1013-89 N2 1014-89 N1 1014-89 S 1014 | En Servicio |           |
| 08     | 89 S 1015-89 N1 1015-89 N2 1015-89 N2 1016-89 N1 1016-89 S 1016 | En Servicio |           |
| 09     | 89 S 1017-89 N1 1017-89 N2 1017-89 N2 1018-89 N1 1018-89 S 1018 | En Servicio |           |
| 10     | 89 S 1019-89 N1 1019-89 N2 1019-89 N2 1020-89 N1 1020-89 S 1020 | /           | /         |
| 11     | 89 S 1021-89 N1 1021-89 N2 1021-89 N2 1022-89 N1 1022-89 S 1022 | En Servicio |           |
| 12     | 89 S 1023-89 N1 1023-89 N2 1023-89 N2 1024-89 N1 1024-89 S 1024 | /           | /         |
| 13     | 89 S 1025-89 N1 1025-89 N2 1025-89 N2 1026-89 N1 1026-89 S 1026 | /           | /         |
| 14     | 89 S 1027-89 N1 1027-89 N2 1027-89 N2 1028-89 N1 1028-89 S 1028 | En Servicio |           |
| 15     | 89 S 1033-89 N1 1029-89 N2 1029-89 N2 1030-89 N1 1030-89 S 1030 | /           | /         |
| 16     | 89 S 1031-89 N1 1031-89 N2 1031-89 N2 1032-89 N1 1032-89 S 1032 | En Servicio |           |
| 17     | 89 S 1029-89 N1 1033-89 N2 1033-89 N2 1034-89 N1 1034-89 S 1034 | En Servicio |           |
| 18     | 89 S 1035-89 N1 1035-89 N2 1035-89 N2 1036-89 N1 1036-89 S 1036 | En Servicio |           |
| 19     | 89 S 1037-89 N1 1037-89 N2 1037-89 N2 1038-89 N1 1038-89 S 1038 | En Servicio |           |
| 20     | 89 S 1039-89 N1 1039-89 N2 1039-89 N2 1040-89 N1 1040-89 S 1040 | En Servicio |           |
| 21     | 89 S 1041-89 N1 1041-89 N2 1041-89 N2 1042-89 N1 1042-89 S 1042 | En Servicio |           |

## Desarrollos
El tren N º 36 en 2006 ha sufrido cambios para acomodar el nivel de las tiras de la luz, las pantallas LCD del sistema Dilidam. Estas pantallas se retiraron el año siguiente.
Con la automatización de la línea 1, los trenes MP 89 CC de la línea se transfieren en la línea 4 a medida que se ponen en servicio los trenes automática MP 05. El traslado se inició en abril de 2011 y debe ser completado por la puesta en marcha de la automatización total de la línea 1, a finales de 2012.

## Otras versiones

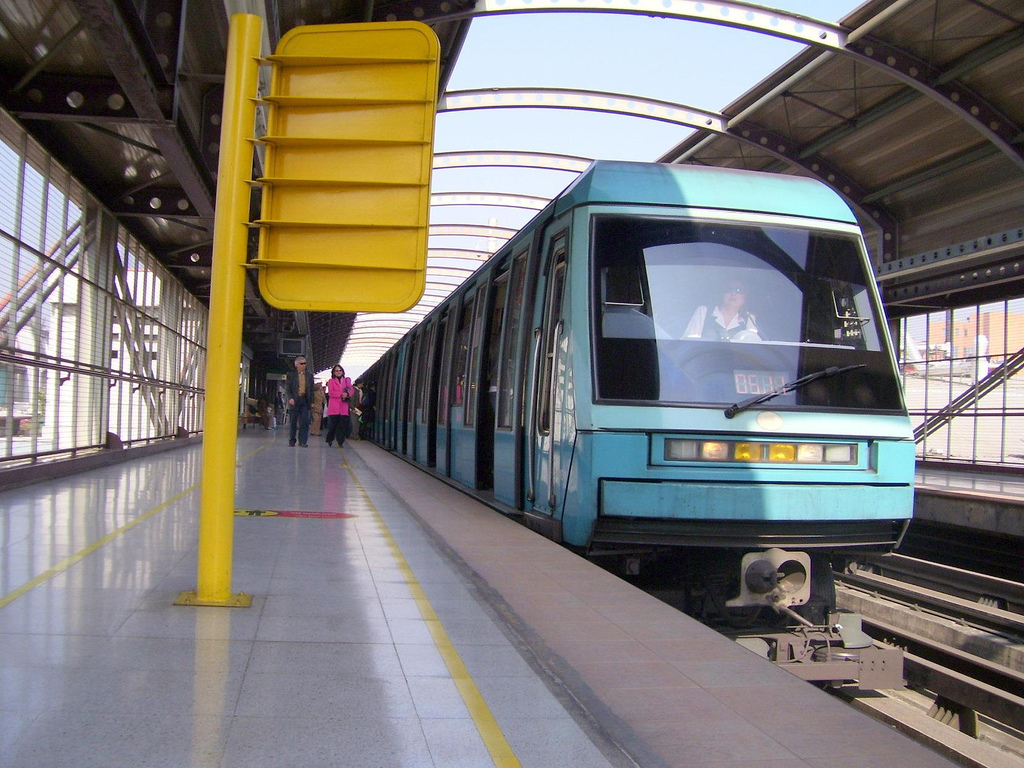
Tren NS-93 del Metro de Santiago de Chile.

Un derivado del MP 89 CC fue construido para el Metro de Santiago bajo el nombre de NS-93. Están disponibles en formaciones de 6 y 7 coches para la Línea 5, y de 8 coches para la Línea 1. Una notable diferencia es que los coches del NS-93 son ligeramente más altos que su contraparte francesa, debido al sistema de ventilación.
También se fabricó una versión del MP 89 CA en formaciones de dos coches motrices, llamados MP 89 TL, para la línea M2 del Metro de Lausana en Suiza.

## Multimedia
- Llegada y salida del MP 89 a Pont de Neuilly.

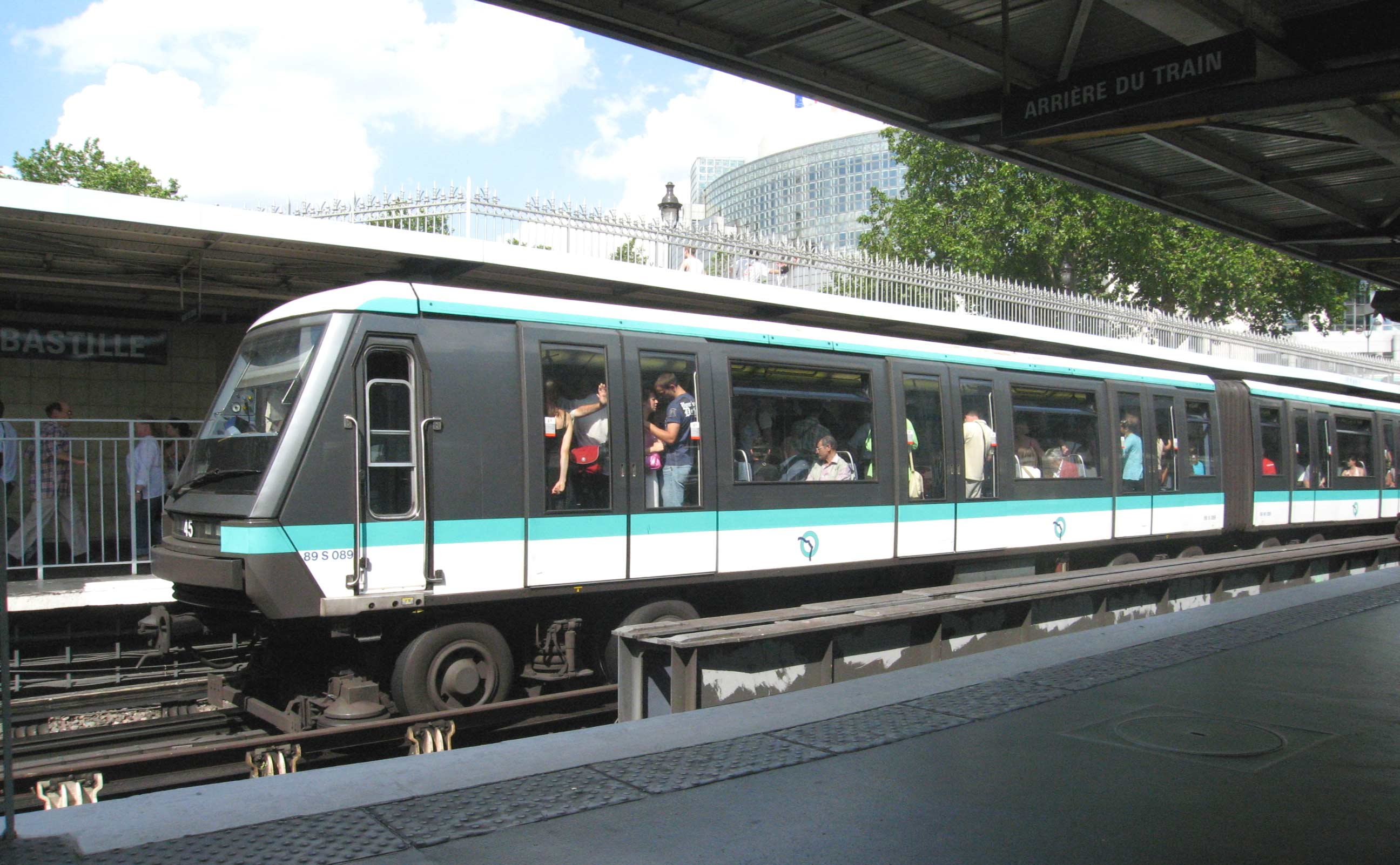
Un tren MP 89 CC en la Línea 1 a la estación Bastille.
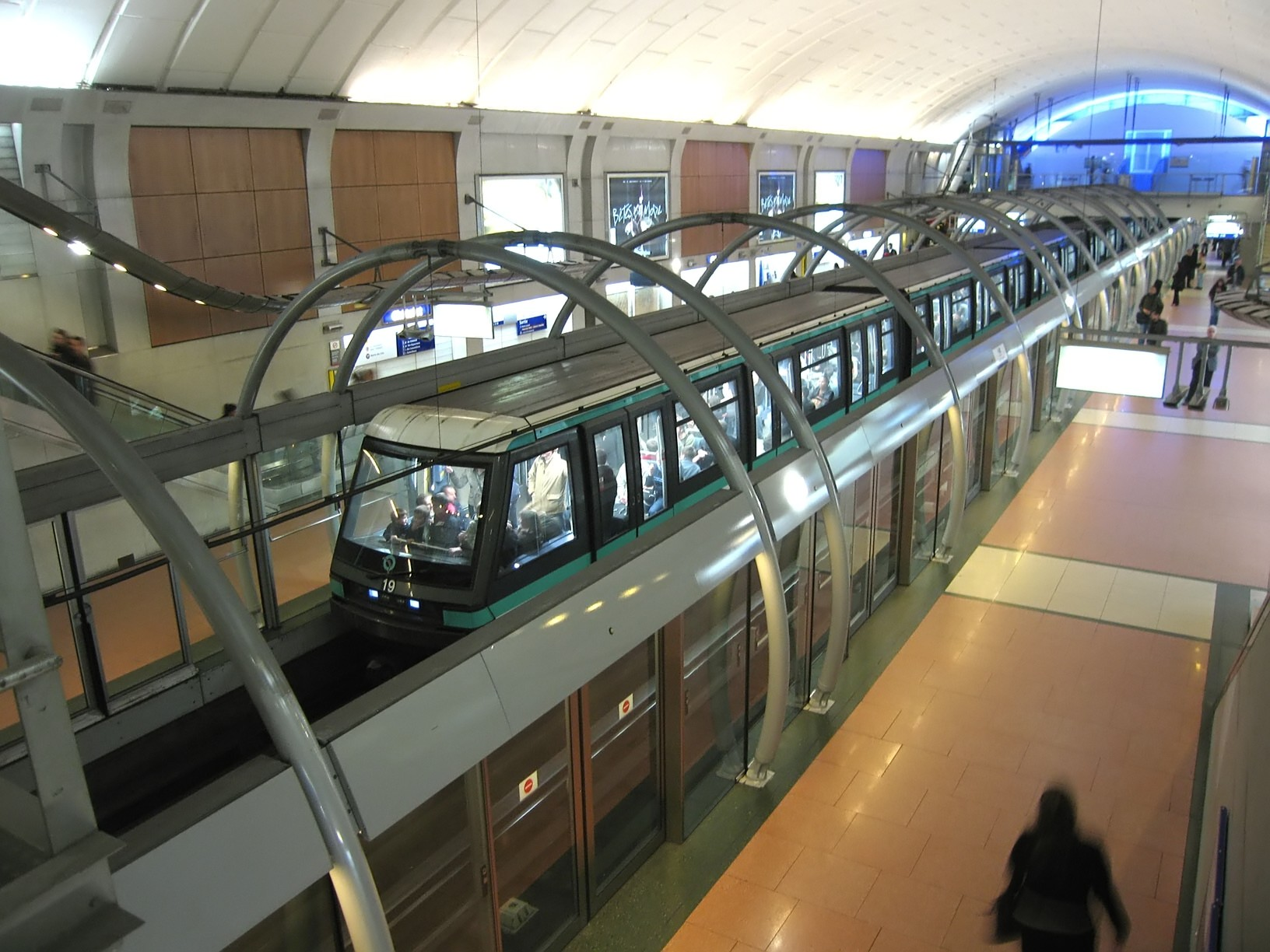
MP 89 CA a Châtelet, línea 14.
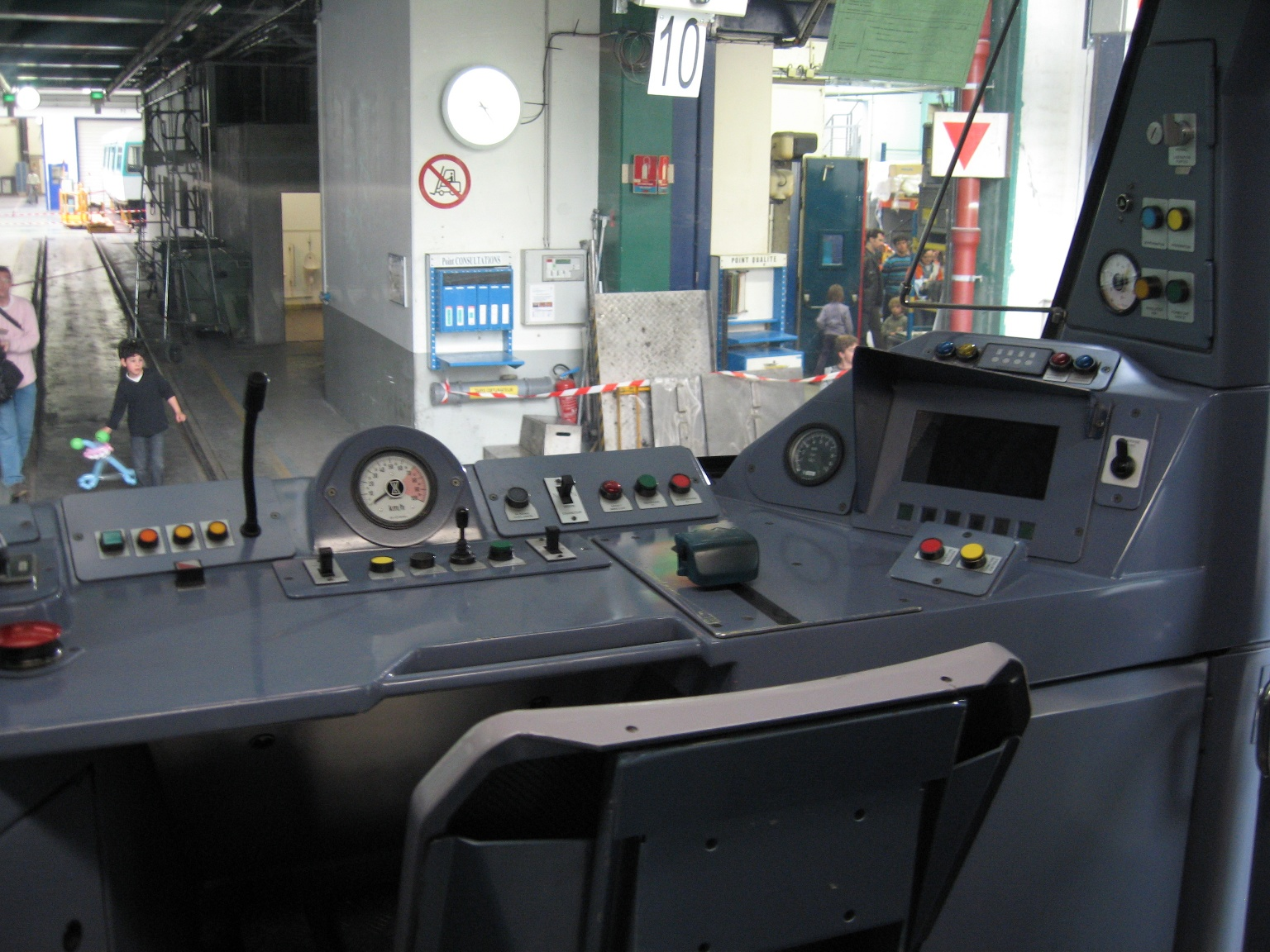
Cabina de un MP 89 CC.